# 伏尔加保加利亚

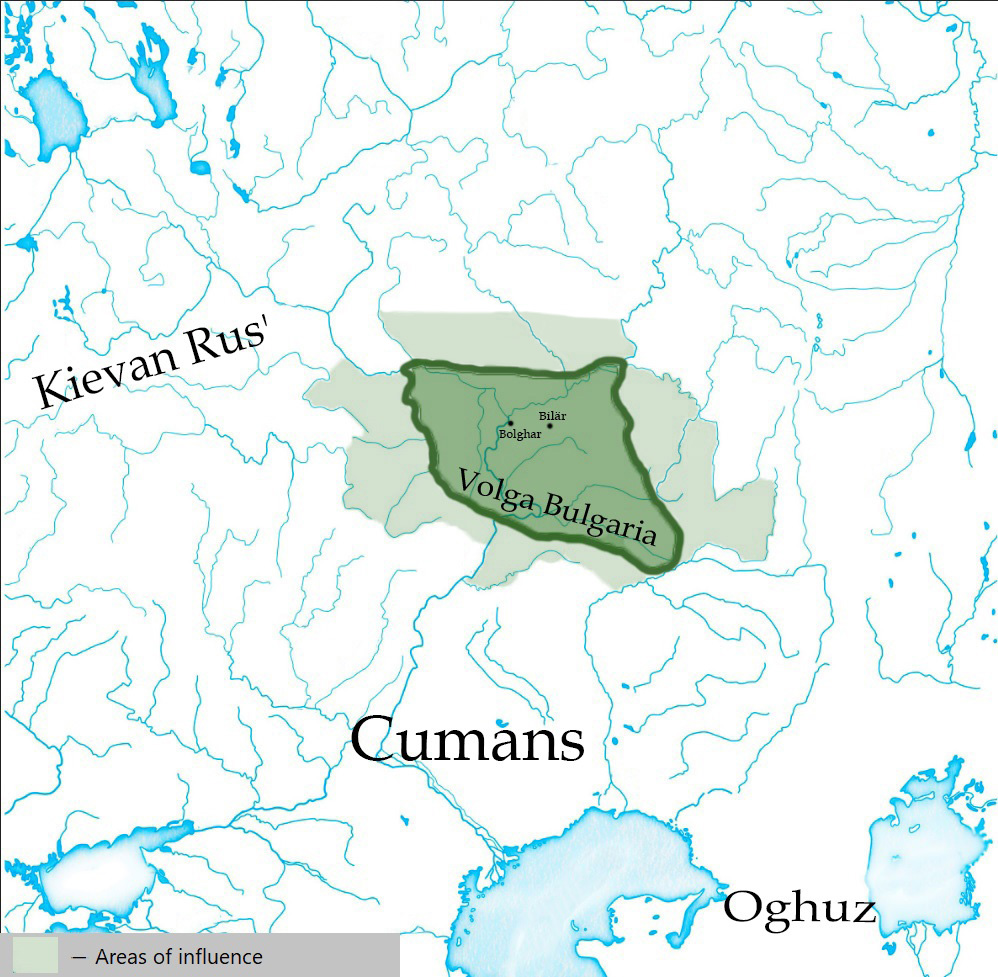
伏爾加保加利亞的領土

伏爾加保加利亞，又名伏爾加卡馬河保加利亞、保加爾汗國、卡馬突厥，存在時間大約是7世紀至13世紀。其分布範圍在伏爾加河和卡馬河匯流的周遭地區，即現今的楚瓦什共和国與鞑靼斯坦共和国。主要由保加爾人組成，現今俄羅斯的楚瓦什人與伏尔加韃靼人是他們的後裔，尤其是伏尔加韃靼人被稱為新保加爾人。

## 起源
第一手關於保加爾人的資料相當少，多數來自俄羅斯文件與伊斯兰地理學家，再进行交叉比较而成。據信最早居住該地區的是烏拉爾語系的芬蘭-烏戈爾人與匈人的其中一部庫特利格爾。
據信保加爾人起源于帕米爾高原，俄羅斯學者認為他們就是中國史書所記載的呼揭，但也有一些中國學者認為他們是白狄之後（即白色皮膚的外人）。保加爾人的一個主要部落乌基杜爾人其實就是呼揭人，公元372年保加爾人与匈人（HUNS）一同遷徙到伏爾加河西部的草原。
保加爾人是在公元372年的時候遷入东欧，這個時間相當于中國东晋王朝的晚期。經過現代人的考證，保加爾人起源于中亞和阿尔泰地區。因為史籍記載的非常不完整所以他們的起源並不是很清楚。最早提到保加爾人這個名詞的是約丹尼斯的《哥特史》，但更早的時候托勒密、馬爾西林努斯曾提到過“Rha”，亦即保加爾人的聚居区。20世紀初期的學者們根據一些古羅馬或东罗马的語焉不詳的記載認為保加爾人可能與突厥人的遠祖有關。還有一些學者認為他們是帕爾米拉人的後代，因為羅馬時期的帕爾米拉人曾短暫的統治過這個地區。
但是現在這個理論被完全否定。現代人根據考古證據發現保加爾人與匈人有著千絲萬縷的聯繫。他們屬于西突厥語族中匈奴種的十箭部落（on-ogur），他們是特裏格斯人和烏提格爾人的近親。在公元372年前後，他們由于所處中亞地區的寒冷，所以一部分保加爾人遷移到了裏海與黑海之間的廣闊土地（欽察）。在這裏他們安定下來，並開始進入了部落联盟的時期，這些人分成了幾個軍事貴族集團進行聯盟統治，與此同時開始出現了崇拜太陽神和戰神的宗教組織。另一個不里阿爾（耳）人實際上是保加爾人的一個分支。
保加爾人在635年於黑海以北的亞速海沿岸建立了旧大保加利亞，由库布拉特汗統治。庫弗拉特死後，汗國一分為二：一部分在巴顏率領下前往伏爾加河的森林區。另一些保加尔部落，在阿斯巴鲁赫率領下继续向西遷移。最终在多瑙河下游，现在被称为保加利亚的默西亚定居下来。他们在那里与早先到达那里斯拉夫人融合或被同化，采用南斯拉夫語和东正教信仰。
大多數學者同意，保加爾人在670年受到可薩汗国攻擊，一支保加爾人向北遷徙，汗國是在9世紀正式立國，首都在保加爾市，即現在的喀山。多數學者有懷疑，但该国可以断言的独立是从可薩汗國在965年被基辅罗斯攻擊開始。

## 崛起
大部分人口操突厥語，現在的楚瓦什人與喀山韃靼人是保加爾人後裔。或多或少外加芬兰-乌戈尔語族和突厥语的人口，包括欽察人，另一些是馬札兒人（匈牙利人）。
保加爾汗國接受伊斯蘭教是在10世紀，伊斯兰哈里發穆克塔迪爾一世派出使者艾哈邁德·伊本·法德蘭前往保加爾汗國。并把法官和沙里亞法教师給予伏尔加保加利亚，以及帮助建立一个炮台和一座清真寺。薩滿教与其他宗教持续实行。
保加爾人控制伏尔加河中游，在其过程中，国家控制许多在欧洲和亚洲之间的贸易路线。首都保加爾市（喀山）是一个欣欣向荣的城市，擁有與伊斯兰世界最大的中心巴格達不相上下的规模和财富，贸易伙伴包括海盗。維京人和薩莫耶德語族在北，巴格达和君士坦丁堡在南方，从西欧向中在东部地区。其他主要城市包括bilär，suvar，qaşan 和cükätaw （juketau）。现代城市喀山和苏瓦尔分别成為伏尔加保加利亚的边境要塞。
一些伏尔加保加利亚城市迄今仍未找到，但他们都提到。其中一些城市毀在蒙古人入侵。
基辅罗斯向保加爾构成唯一有形的军事威胁。在11世纪，该国遭受基辅罗斯侵袭行动。在12和13世纪之間，弗拉基米尔的統治者急于扩张自己的东部边界，系统地侵袭保加爾城市。保加爾人受斯拉夫人侵袭，保加爾汗國不得不將其首都從喀山搬遷東方的比里阿耳。

## 衰落
1223年9月，成吉思汗的大将哲別和速不台在薩馬拉附近攻击和杀掠，但在薩馬拉河的南部邊境被保加爾汗國伏擊受挫。然而在蒙古第二次西征時，保加爾汗國於1236年被蒙古攻破，成為蒙古帝国金帳汗國的一部分（巴什基尔兀鲁思）。1430年起成為喀山汗國的一部分。
历史记录顯示蒙古入侵時杀掠大量保加尔人，大多數人向北逃亡，成为現今的楚瓦什人和鞑靼人，而當地的農業發展也在蒙古入侵時出現倒退，直到金帳汗國時期才重新恢復。